# 木村栄一
木村 栄一（木村 榮一、きむら えいいち、1943年9月13日 - ）は、日本のスペイン文学者（専攻はスペイン語圏のラテンアメリカ文学）。
神戸市外国語大学名誉教授。元神戸市外国語大学学長。

## 経歴
大阪市生まれ。第一期生として神戸市外国語大学イスパニア語科を卒業。鼓直に師事。
母校の助教授・教授を経て、2005年8月から2011年3月まで学長職に就いた。
ラテンアメリカ文学の翻訳紹介を精力的に行い、下記一覧など多数の訳書がある。また、恩師に教わったという魚釣りに関するエッセイも出版している。須賀敦子翻訳賞選考委員。
2019年、瑞宝重光章受章。

## 著書
- 『スペインの鱒釣り』（平凡社） 1996
- 『神戸釣り倶楽部』（平凡社） 1999
- 『ドン・キホーテの独り言』（岩波書店） 2001
- 『ラテンアメリカ十大小説』（岩波新書） 2011
- 『謎ときガルシア＝マルケス』（新潮選書） 2014

## 翻訳
- 『大統領閣下』（ミゲル・アンヘル・アストゥリアス、鼓直共訳、主婦の友社、ノーベル賞文学全集） 1971
  - 「アストリアス　世界文学全集82」内田吉彦共訳、集英社 1981 - 改訳
- 『聖域』（カルロス・フエンテス、国書刊行会） 1978
- 『歌手たちはどこから』（セベロ・サルドゥイ、国書刊行会） 1979
- 『亡き王子のためのハバーナ』（ギリェルモ・カブレラ＝インファンテ、集英社） 1983
- 『この世の王国』（アレッホ・カルペンティエール、平田渡共訳、サンリオ文庫） 1985／水声社 1992
- 『アルテミオ・クルスの死』（カルロス・フェンテス、新潮社） 1985、岩波文庫 2021
- 『クロード・レヴィ＝ストロース あるいはアイソーポスの新たな饗宴』（オクタビオ・パス、鼓直共訳、叢書・ウニベルシタス 法政大学出版局） 1988
- 『精霊たちの家』（イサベル・アジェンデ、国書刊行会 文学の冒険） 1989、新版1994
  - 改訳版：河出書房新社、世界文学全集 2009、河出文庫（上・下） 2017
- 『このページを読む者に永遠の呪いあれ』（マヌエル・プイグ、現代企画室） 1990
- 『エバ・ルーナ』（イサベル・アジェンデ、新谷美紀子共訳、国書刊行会 文学の冒険） 1994、白水Uブックス 2022
- 『三つのブルジョワ物語』（ホセ・ドノーソ、集英社文庫） 1994
- 『アウラ・純な魂』（カルロス・フエンテス、岩波文庫） 1995
- 『エバ・ルーナのお話』（イサベル・アジェンデ、窪田典子共訳、国書刊行会 文学の冒険） 1994、白水Uブックス 2022
- 『遠い女 ラテンアメリカ短篇集』（コルタサル他著、編・共訳、国書刊行会） 1996
- 『二重の炎 愛とエロティシズム』（オクタビオ・パス、井上義一共訳、岩波書店） 1997
- 『もうひとつの声 詩と世紀末』（オクタビオ・パス、岩波書店） 2007
- 『螺旋』（サンティアーゴ・パハーレス、ヴィレッジブックス） 2010
- 『キャンバス』（サンティアーゴ・パハーレス、ヴィレッジブックス） 2011
- 『ガブリエル・ガルシア=マルケス：ある人生』（ジェラルド・マーティン、岩波書店） 2023

### ガルシア＝マルケス
- 『悪い時』（ガルシア＝マルケス、新潮社） 1982、新編[5] 2007
- 『エレンディラ』（ガルシア＝マルケス、鼓直共訳、サンリオ文庫） 1983／ちくま文庫 1988
  - 『族長の秋 他6篇』-「ガルシア=マルケス全小説」（新潮社、2007）に改訂収録
- 『迷宮の将軍』（ガルシア＝マルケス、新潮社） 1991、新版 2007
- 『物語の作り方 ガルシア＝マルケスのシナリオ教室』（岩波書店） 2002／岩波現代文庫 2025
- 『わが悲しき娼婦たちの思い出』（ガルシア＝マルケス、新潮社） 2006
- 『コレラの時代の愛』（ガルシア＝マルケス、新潮社） 2006
- 『グアバの香り ガルシア＝マルケスとの対話』（聞き手：P・A・メンドーサ、岩波書店） 2013
- 『ぼくはスピーチをするために来たのではありません』（ガルシア＝マルケス、新潮社） 2014
- 『ガルシア＝マルケス「東欧」を行く』（ガルシア＝マルケス、新潮社） 2018

### ホルヘ・ルイス・ボルヘス
- 『ブエノスアイレスの熱狂』（ホルヘ・ルイス・ボルヘス、鼓直共訳、大和書房） 1977
- 『ボルヘス、オラル』（風の薔薇） 1987、新装版 1991／改題『語るボルヘス』（岩波文庫） 2017
- 『ドン・イシドロ・パロディ 六つの難事件』（ボルヘス、ビオイ＝カサーレス共著、岩波書店） 2000／白水Uブックス 2024
- 『エル・アレフ』（ボルヘス、平凡社ライブラリー） 2005
- 『ボルヘス・エッセイ集』（平凡社ライブラリー） 2013

### マリオ・バルガス＝リョサ
- 『緑の家』（バルガス＝リョサ、新潮社） 1981、新潮文庫 1995／岩波文庫（上・下） 2010 - 改訳
- 『若い小説家に宛てた手紙』（バルガス＝リョサ、新潮社） 2000
- 『アンデスのリトゥーマ』（バルガス＝リョサ、岩波書店） 2012

### フリオ・コルタサル
- 『遊戯の終り』（フリオ・コルタサル、国書刊行会） 1977、岩波文庫 2012
- 『秘密の武器』（コルタサル、国書刊行会、世界幻想文学大系） 1981、岩波文庫 2012
- 『通りすがりの男』（コルタサル、現代企画室） 1992
- 『悪魔の涎 / 追い求める男』（コルタサル、岩波文庫） 1992
- 『すべての火は火』（コルタサル、水声社） 1993

### エンリーケ・ビラ＝マタス
- 『バートルビーと仲間たち』（エンリーケ・ビラ＝マタス、新潮社） 2008
- 『ポータブル文学小史』（エンリーケ・ビラ＝マタス、平凡社） 2011
- 『パリに終わりはこない』（エンリーケ・ビラ＝マタス、河出書房新社） 2017
- 『永遠の家』（エンリーケ・ビラ＝マタス、野村竜仁共訳、書肆侃侃房） 2021

### フリオ・リャマサーレス
- 『黄色い雨』（フリオ・リャマサーレス、ソニー・マガジンズ） 2005、河出文庫 2017
- 『狼たちの月』（フリオ・リャマサーレ、ヴィレッジブックス） 2007
- 『無声映画のシーン』（フリオ・リャマサーレス、ヴィレッジブックス） 2012
- 『リャマサーレス短篇集』（フリオ・リャマサーレス、河出書房新社） 2022